# Andrea Svensson
Andrea Svensson, född 4 september 1996, är en svensk orienterare som tävlar för OK Tisaren.
Svensson har från 2011 vunnit medaljer vid såväl svenska mästerskap som vid europeiska- och världsmästerskap för juniorer.
Som senior är Svensson 2025 medlem i det svenska utvecklingslandslaget.